# 府中文化振興財団

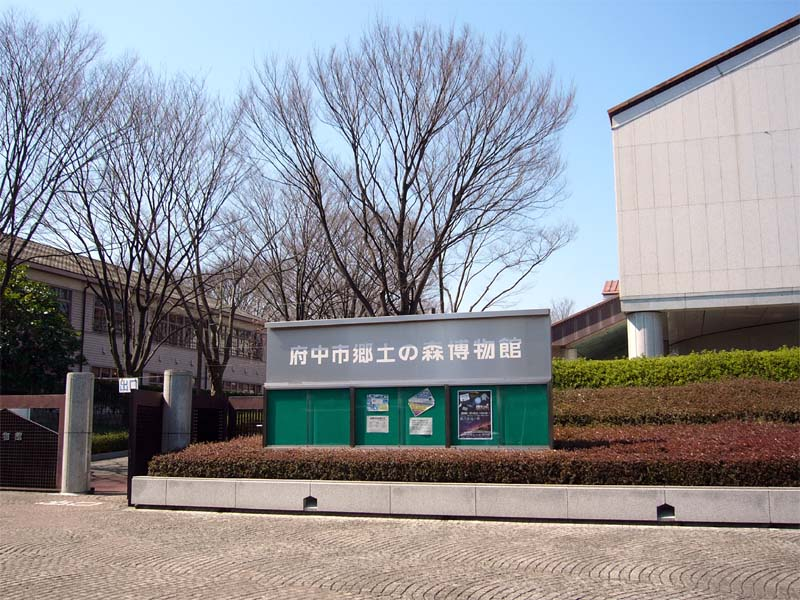
府中市郷土の森博物館

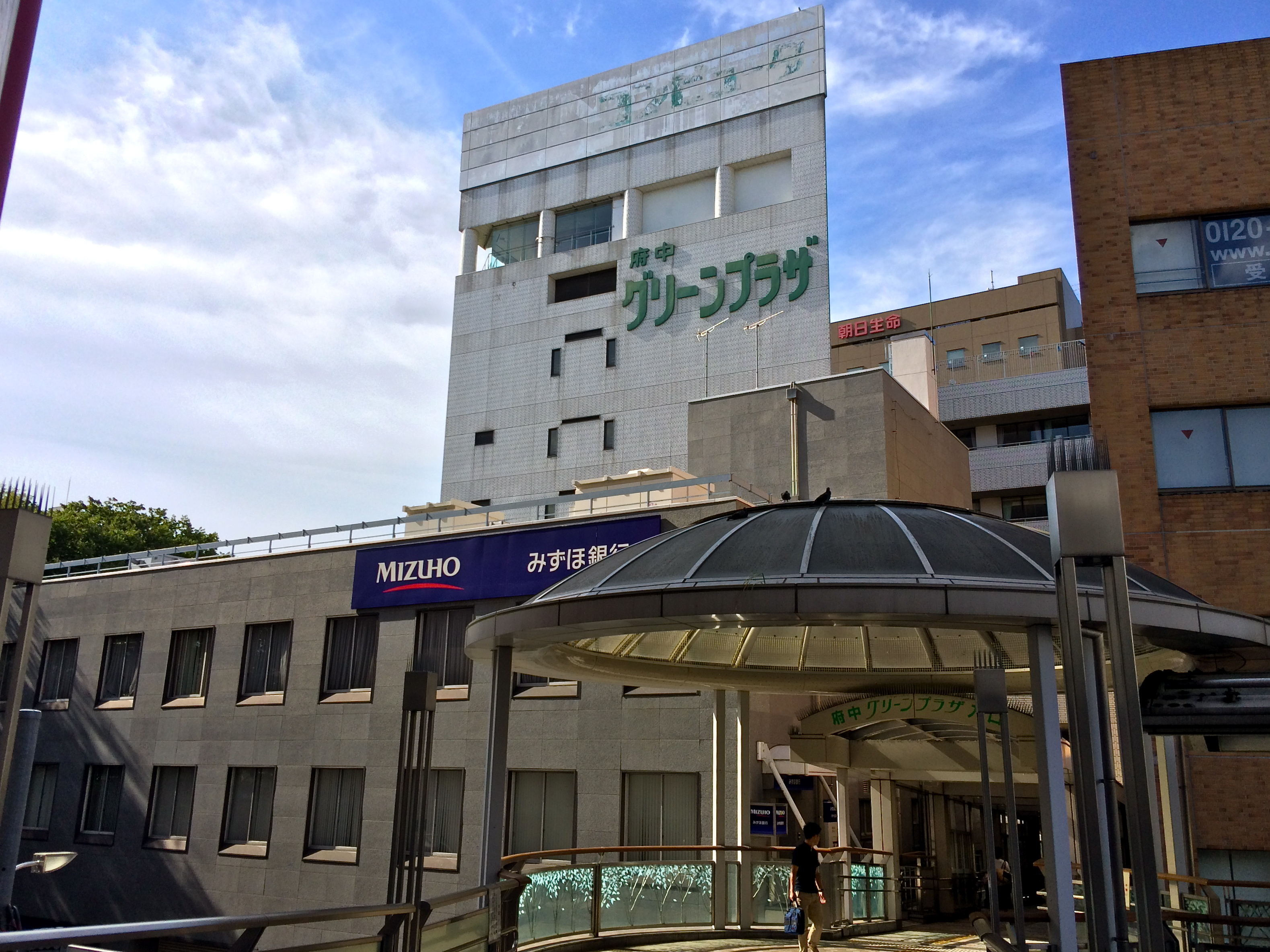
府中グリーンプラザ

公益財団法人府中文化振興財団（こうえきざいだんほうじんふちゅうぶんかしんこうざいだん）は、府中市の芸術・地域文化の振興を目的とし、市が保有する文化施設の管理・運営を受託している公益財団法人である。

## 概要
1991年5月1日設立され、設立者は府中市。所在地は、東京都府中市浅間町一丁目2番地。
前身は、1986年9月1日に設立された「財団法人府中市郷土の森事業団」。2001年4月1日に、「財団法人府中グリーンプラザ事業団」と統合。
管理運営している施設
- 府中の森芸術劇場
- 府中の森芸術劇場分館（武蔵府中ル・シーニュ内）
- 府中市郷土の森博物館
- 府中市市民活動センタープラッツ（武蔵府中ル・シーニュ内）

過去に管理運営していた施設
- 府中グリーンプラザ
- 府中グリーンプラザ分館

## 事業
芸術・文化の振興に関する事業
芸術文化振興事業
友の会運営事業
コミュニティ活動の振興に関する事業
コミュニティ活動振興事業
市民の自主的芸術・文化及びコミュニティ活動の奨励、援助に関する事業
奨励援助事業
郷土に関する資料と調査研究の成果の保存及び公開普及を図るための事業
郷土資料公開普及事業
府中市から受託する地域文化の振興に関する事業
施設管理事業
府中の森芸術劇場管理運営
市民会館管理運営
府中市郷土の森博物館管理運営
地域文化振興受託事業
府中市から貸付けを受けた財産の運用及び法人運営に付帯する物品販売に関する事業
不動産貸付事業 - 府中市から貸付けを受けた府中グリーンプラザ内普通財産の転貸
物品販売事業